# Майкл Біннс
Майкл Біннс (англ. Michael Binns, нар. 12 серпня 1988, Клерендон) — ямайський футболіст, півзахисник.
Виступав, зокрема, за клуб «Портмор Юнайтед», а також національну збірну Ямайки.

## Клубна кар'єра
У дорослому футболі дебютував 2007 року виступами за команду клубу «Портмор Юнайтед», кольори якої захищав з перервами до 2017 року. Певний час на правах оернди виступав за один з клубів Канадської футбольної ліги.
У липні 2016 року Майкл перенйшов до клубу Американської ліги соккеру «Вілмінгтон Гаммергедз», за який провів 9 матчів та забив один гол.
Частину 2018 року провів захищаючи кольори клубу «Талса». Надалі сезон провів на батьківщині, де виступав за команду «Амбел Лайонс».
У серпні 2019 року відіграв чотири матчі за «Стамптаун Атлетик».

## Виступи за збірну
2016 року дебютував в офіційних матчах у складі національної збірної Ямайки.
У складі збірної був учасником Кубка Америки 2016 року у США та Золотому кубку КОНКАКАФ 2017 року також у США.

## Титули і досягнення
- Срібний призер Золотого кубка КОНКАКАФ: 2017